# Кертис P-5
Кертис P-5 (енгл. Curtiss P-5 Superhawk) је амерички висински ловац. Авион је први пут полетео 1928. године. 

Највећа брзина авиона при хоризонталном лету је износила 278 km/h.
Распон крила авиона је био 9,60 метара, а дужина трупа 7,21 метара. Празан авион је имао масу од 1143 kg. Нормална полетна маса износила је око 1519 kg. У наоружању су била два синхронизована митраљеза калибра 7,62 mm.

## Наоружање
| Наоружање авиона: Кертис       |      |
| Ватрено (стрељачко) наоружање  |      |
| Топ                            |      |
| Митраљез                       |      |
| Број и ознака митраљеза        | 2    |
| Калибар                        | 7,62 |
| Бомбардерско наоружање (бомбе) |      |
| Ракетно наоружање (ракете)     |      |